# ماريا ديل مونتي
ماريا ديل مونتي (بالإسبانية: María del Monte)‏ هي مقدمة تلفزيونية ومغنية ومذيعة إسبانية، ولدت في 26 أبريل 1962 في إشبيلية في إسبانيا.

## وصلات خارجية
- ماريا ديل مونتي على موقع IMDb (الإنجليزية)
- ماريا ديل مونتي على موقع ميوزك برينز (الإنجليزية)
- ماريا ديل مونتي على موقع ديسكوغز (الإنجليزية)
- ماريا ديل مونتي على موقع قاعدة بيانات الفيلم (الإنجليزية)